# Ryan Gaucher
Ryan Gaucher (* 23. Februar 1978 in Saskatoon, Saskatchewan) ist ein ehemaliger kanadischer Eishockeyspieler, der im Verlauf seiner aktiven Karriere zwischen 1996 und 2014 unter anderem über 450 Spiele in der American Hockey League (AHL) und ECHL auf der Position des Verteidigers bestritten hat. Zudem verbrachte Gaucher mehrere Spielzeiten in Deutschland, wo er in den drei höchsten Spielklassen über 235 Partien absolvierte.

## Karriere
Gaucher begann seine Karriere bei den Saskatoon Blades in der kanadischen Juniorenliga Western Hockey League (WHL) und wechselte anschließend zu den Cincinnati Mighty Ducks, dem Farmteam der Mighty Ducks of Anaheim, in die American Hockey League (AHL), die ihn jedoch die meiste Zeit bei ihren verschiedenen Kooperationspartnern in der ECHL einsetzten. Über die Cleveland Barons gelangte der Verteidiger in der Saison 2002/03 zu den Norfolk Admirals, bei denen er ebenfalls sowohl in der AHL als auch in der ECHL eingesetzt wurde und die er nach zwei Spielzeiten in Richtung Providence Bruins verließ. Nachdem der Linksschütze fast die gesamte Spielzeit 2005/06 bei den Alaska Aces in der ECHL verbracht und den Kelly Cup gewonnen hatte, wechselte er nach wenigen Spielen der folgenden Saison zum österreichischen Erstligisten EHC Linz. Nach einem Jahr bei den Black Wings stand der Kanadier in der Spielzeit 2007/08 für Sønderjysk Elitesport in der dänischen AL-Bank Ligaen auf dem Eis.
Mit dem Wiederaufstieg der Kassel Huskies in die Deutsche Eishockey Liga (DEL) zur Saison 2008/09 wechselte Gaucher nach Kassel, wo er einen Einjahresvertrag besaß. Von 2009 bis 2011 spielte Gaucher für die SERC Wild Wings in der 2. Eishockey-Bundesliga. Im November 2011 wurde er von den Starbulls Rosenheim verpflichtet, nachdem ihm die Schwenninger keinen neuen Vertrag angeboten hatten. Es folgte im Sommer 2012 der Wechsel nach Italien, wo er beim HC Gherdëina in der Serie A2 unterschrieb. Für die Saison 2013/14 wurde der Kanadier von den Arizona Sundogs aus der Central Hockey League (CHL) unter Vertrag genommen, die er jedoch im Januar 2014 verließ und zu den Kassel Huskies zurückkehrte, die mittlerweile in der drittklassigen Eishockey-Oberliga beheimatet waren. Nach der Spielzeit beendete der 36-Jährige seine aktive Karriere.

## Erfolge und Auszeichnungen
| - 2000 Teilnahme am ECHL All-Star Game - 2003 Teilnahme am ECHL All-Star Game - 2003 ECHL First All-Star Team - 2006 Teilnahme am ECHL All-Star Game | - 2006 Kelly-Cup-Gewinn mit den Alaska Aces - 2006 ECHL Defenseman of the Year - 2006 ECHL First All-Star Team |

## Karrierestatistik
(Legende zur Spielerstatistik: Sp oder GP = absolvierte Spiele; T oder G = erzielte Tore; V oder A = erzielte Assists; Pkt oder Pts = erzielte Scorerpunkte; SM oder PIM = erhaltene Strafminuten; +/− = Plus/Minus-Bilanz; PP = erzielte Überzahltore; SH = erzielte Unterzahltore; GW = erzielte Siegtore; 1 Play-downs/Relegation; Kursiv: Statistik nicht vollständig)